# Rotor anticuplu

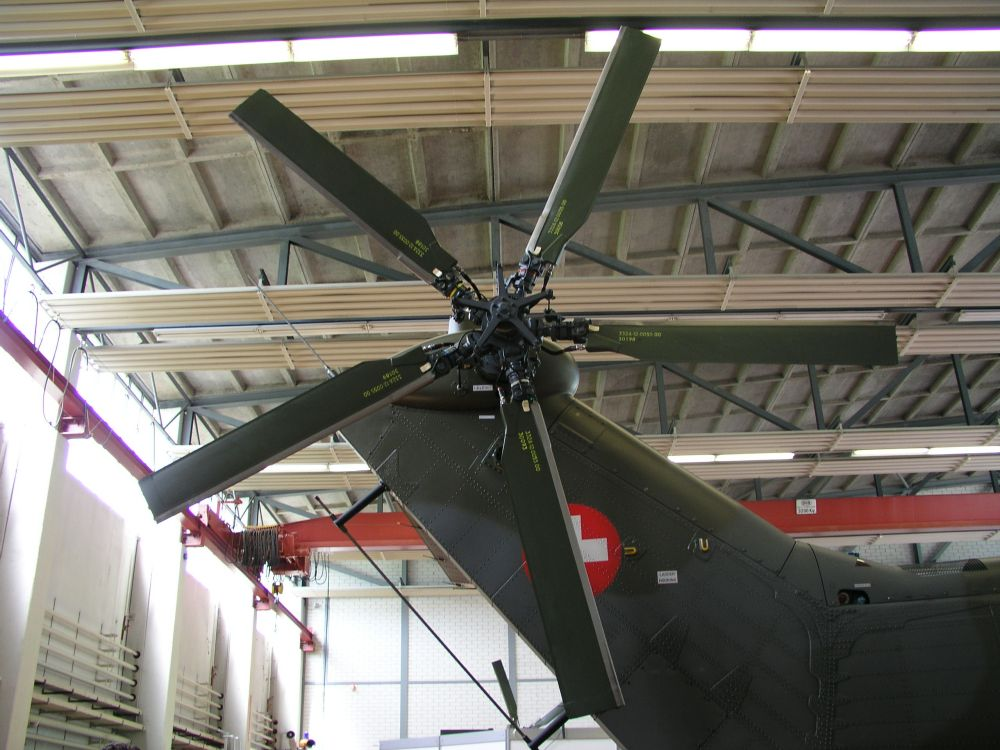
Rotor anticuplu

Rotorul anticuplu este un rotor amplasat de regulă în coada fuzelajului unui elicopter cu rolul de a contracara cuplul rotorului principal.